# رون لوبيز
رون لوبيز (بالإنجليزية: Ron Lopez)‏ هو لاعب كرة قدم أمريكية أمريكي، ولد في 21 أغسطس 1970.

## وصلات خارجية
- رون لوبيز على موقع JustSportsStats.com (الإنجليزية)
- رون لوبيز على موقع كلية كرة القدم في سبورتس رفرنس.كوم (الإنجليزية)